# Portret własny (obraz Ludwika Słoninkiewicza)
Portret własny – obraz olejny (autoportret) namalowany przez polskiego malarza Ludwika Słoninkiewicza w 1850 roku.
Obraz znajduje się w zbiorach Muzeum Narodowego w Warszawie.